# Consumerismo

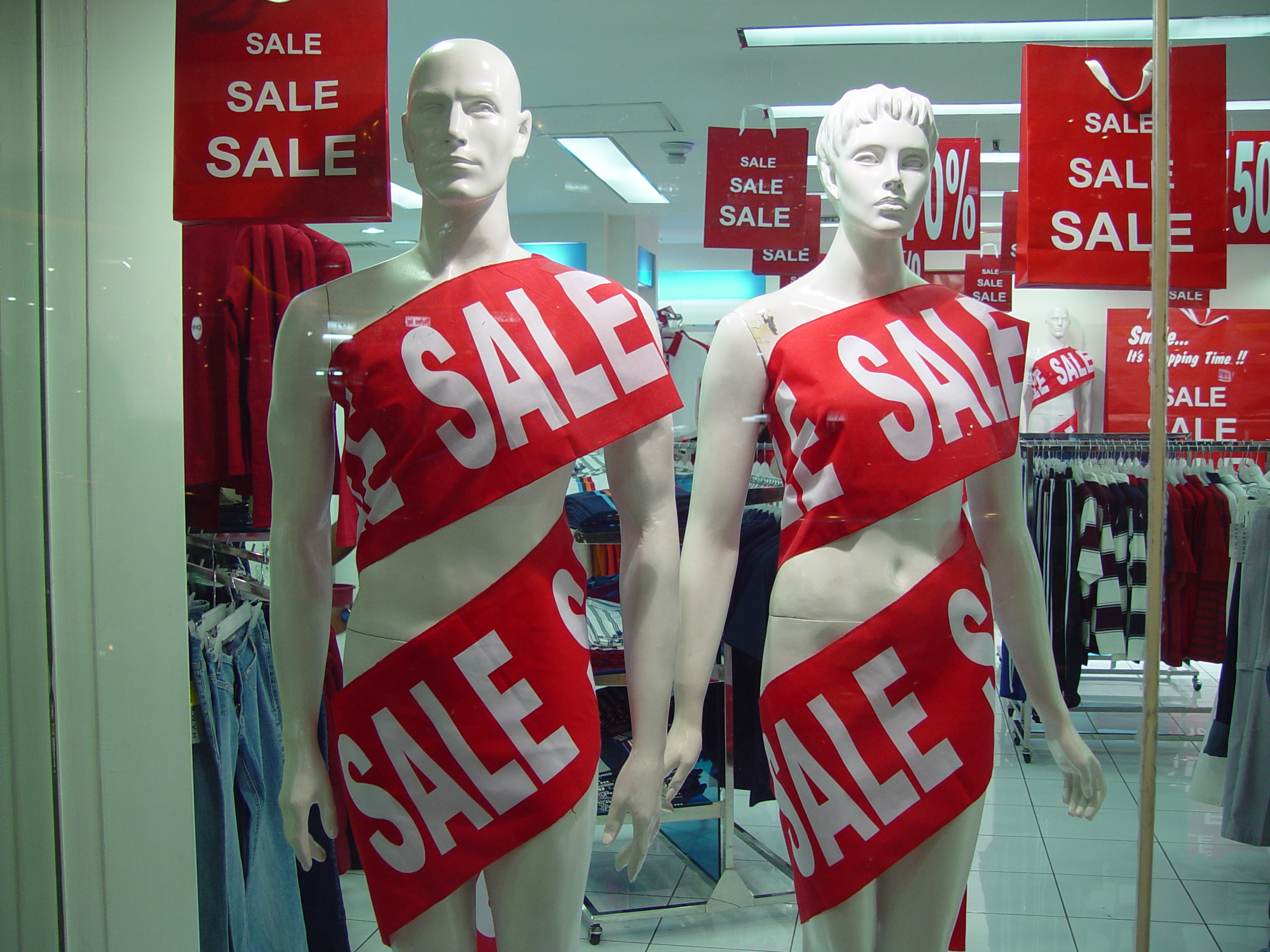

El término consumerismo hace referencia a la soberanía del consumidor respecto a la de la oferta y es utilizado por agentes sociales en contacto con la defensa de los intereses de consumidores y usuarios, como las organizaciones de consumidores. Se expresa en los criterios que usan las personas para adquirir bienes o servicios conscientemente.

## Características del consumerista
El término engloba también un consumo responsable, ético y solidario, que consiste en consumir con criterios apropiados y racionales, teniendo en cuenta la historia de los productos que compramos y las repercusiones medioambientales y sociales de ese consumo, y se crea tras la puesta en práctica de un marketing empresarial agresivo que obliga al consumidor a adaptarse a la oferta, cambiando con ello las reglas básicas del libre mercado.
Un consumerista puede considerarse lo contrario a un consumista o practicante del consumismo, porque consciente y libremente se decide solo por aquello que realmente necesita. Se caracteriza también por no basar sus decisiones en la publicidad o en lo que afirman los medios de comunicación, pues al adquirir productos pone a sus necesidades por sobre los deseos superfluos. Además, un consumerista tiene una conducta más sustentable, o más amigable con el medioambiente.
El principio que debería guiar las relaciones de intercambio no puede ser la soberanía del productor, sino que la propia del consumerista, la "soberanía del consumidor", es decir que este basa sus decisiones en sus gustos y preferencias.
Por último, una característica importante es tomar decisiones de compras, adquisiciones o uso a partir de la información, la cual debe ser exigida a fabricantes y prestadores de servicios.